# Roland Risse (Maler)

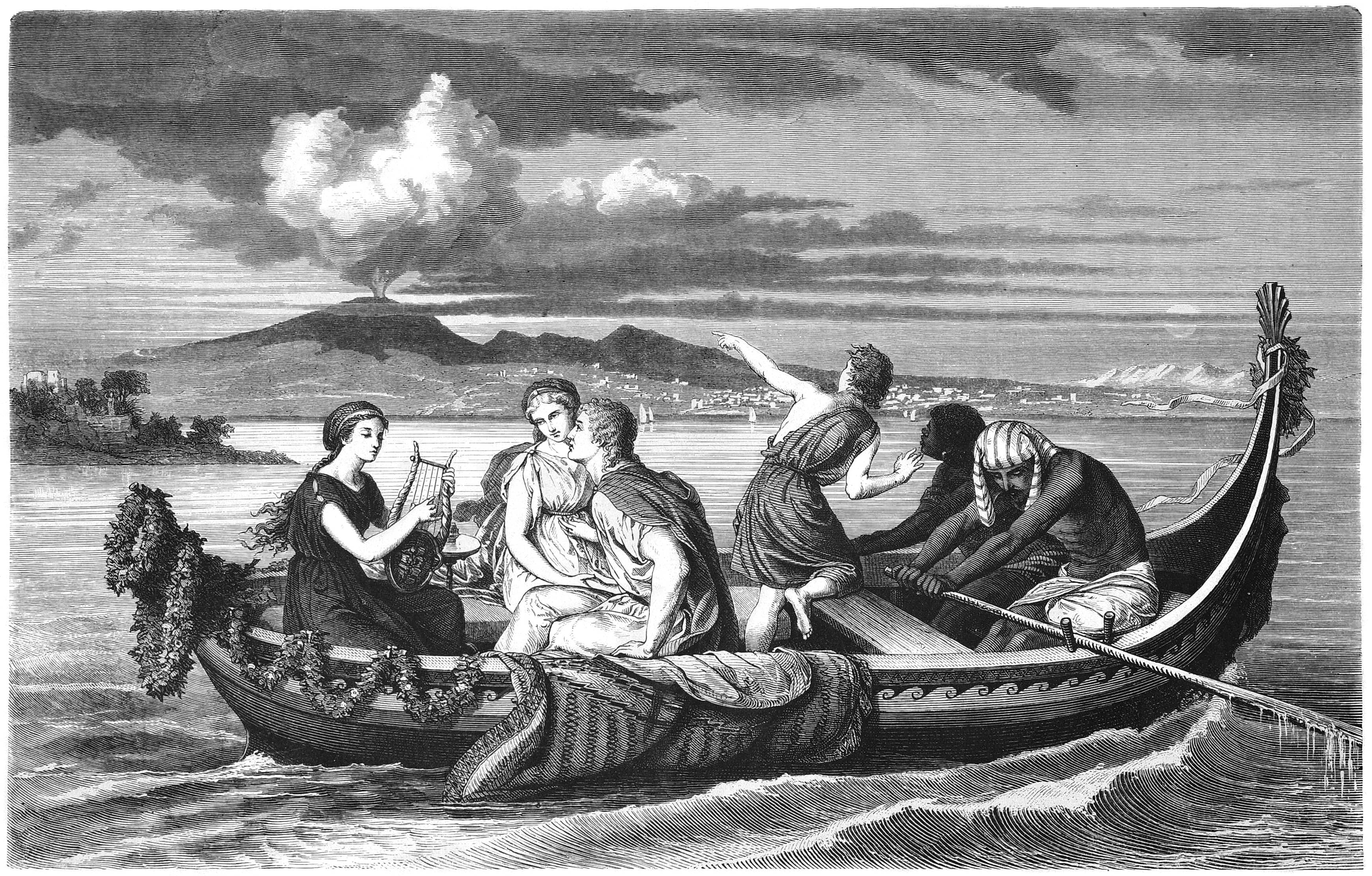
Aus den letzten Tagen von Pompei, Holzstich nach einem gleichnamigen Ölgemälde in der Zeitschrift Die Gartenlaube, 1869

Richard Raphael Roland Risse (* 4. Januar 1835 in Köln; † 1887 in Heidelberg) war ein deutscher Historien-, Genre- und Bildnismaler der Düsseldorfer Schule. 

## Leben
Risse war Sohn des Kölner Lithografen Eduard Risse (1808–1875). Er studierte ab 1853/54 an der Kunstakademie Düsseldorf, zunächst bis 1858/59 bei Karl Ferdinand Sohn, Heinrich Mücke, Wilhelm von Schadow, Andreas Müller und Karl Müller. Von 1859/60 bis 1864/65 gehörte er der Meisterklasse unter Leitung von Eduard Julius Friedrich Bendemann an, der ihn im Sommer 1862 an der Ausführung seiner Wandbilder in der Düsseldorfer Realschule beteiligte. 
Nach seiner Ausbildung war er in Düsseldorf als Historien-, Bildnis und Genremaler tätig. Darüber hinaus betätigte er sich dort als Stadtverordneter. 1879 zog er nach Darmstadt um. Er unternahm Studienreisen nach Dresden, München, Paris und in die Niederlande. Anfänglich wurden seine Arbeiten stilistisch von der feinmalerischen Tradition der Schadow-Schule beeinflusst. In seinen nach 1873 entstandenen Gemälden fokussierte er sich auf die malerische Behandlung des Gegenstandes unter Zurücknahme stofflich-plastischer Qualitäten.

## Bilder in der Tübinger Professorengalerie
Folgende seiner Bilder hängen in der Tübinger Professorengalerie:

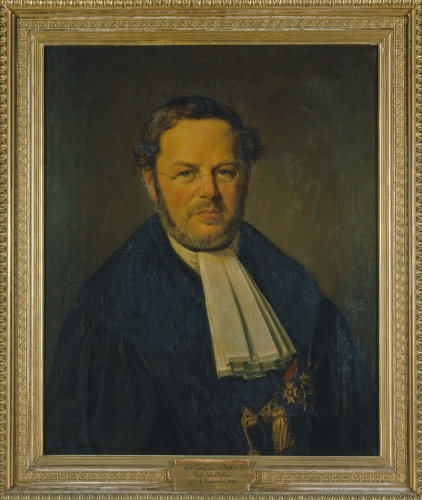
Karl Reinhold von Köstlin
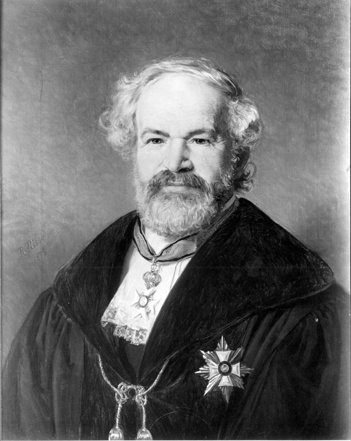
Gustav Rümelin